# بافی ویکس
بافی جو کریستینا ویکس (زاده ۱۰ اوت ۱۹۷۷) یک سیاستمدار آمریکایی است که در مجلس ایالتی کالیفرنیا خدمت می‌کند. او که یک دموکرات است نماینده منطقه ۱۴ مجلس است که شامل شهرهای برکلی، پیمونت، ریچموند، سن پابلو و ال سریتو در خلیج شرقی است.
قبل از انتخاب شدن در مجلس ایالتی، او یک استراتژیست سیاسی آمریکایی بود که به عنوان یکی از معماران مدل سازماندهی مردمی رئیس‌جمهور باراک اوباما شناخته می‌شود. او همچنین از کارمندان ارشد کمپین‌های ریاست‌جمهوری اوباما در سال‌های ۲۰۰۸ و ۲۰۱۲ و معاون مدیر دفتر مشارکت عمومی کاخ سفید بود.